# Santa Caterina Albanese
Santa Caterina Albanese là một thị xã và comune  ở tỉnh Cosenza trong vùng Calabria miền nam nước Ý.
Đô thị Santa Caterina Albanese có diện tích 17 ki lô mét vuông, dân số thời điểm năm 2007 là 1156 người.
Đô thị này có các đơn vị dân cư (frazioni) sau:
Các thị trấn giáp ranh: Fagnano Castello, Malvito, Roggiano Gravina và San Marco Argentano. Người con nổi tiếng của đô thị: nhà văn, nhà thơ, nhà viết kịch Anton Santori.
Albania Santa Caterina nằm trên sườn một ngọn đồi giữa các thung lũng sông và Esaro Ricosoli, ở độ cao 472 m trên mực nước biển và có cự ly 52 km so với thành phố Cosenza.
Những người Hy Lạp-Albania đầu tiên đã đến đây cuối thế kỷ mười lăm, khi Albania và Hy Lạp bị Đế quốc Ottoman (người Thổ Nhĩ Kỳ) xâm lược. Năm 1578 toàn bộ lãnh thổ đã được giao cho gia đình Bruno, sau đó di chuyển đến Hortado, và cuối cùng đã đi đến Sanseverino của Saponara người giữ nó cho đến khi kết thúc chế độ phong kiến (1806).